# Papiro de Anastasi I
Papiro de Anastasi I (oficialmente designado papyrus British Museum 10247) é um papiro egípcio antigo contendo um texto satírico usado para o treinamento de escribas durante o Período Raméssida (isto é, a XIX e XX dinastia egípcia). Um escriba do exército, Hori, escreve a seu companheiro escrevente, Amenemope, de modo a ridicularizar a natureza irresponsável e de segunda ordem de seu trabalho.

## Conteúdo e importância moderna
A carta dá exemplos do que um escriba deveria ser capaz de fazer: calcular o número de rações que têm de ser distribuídas a um certo número de soldados cavando um lago ou a quantidade de tijolos necessários para erguer uma rampa de dimensões determinadas, avaliar o número de homens necessários para mover um obelisco ou erigir uma estátua, e organizar o fornecimento de provisões para um exército. Em uma longa seção, Hori discute a geografia da costa do Mediterrâneo até o norte, como o Líbano, e os problemas que podem perseguir um viajante.
Este papiro é importante para os historiadores e estudiosos da Bíblia, sobretudo, pelas informações que fornece sobre cidades na Síria e Canaã durante o Império Novo. Há uma longa lista de cidades que correm ao longo da fronteira norte do djadi ou divisória do rio Jordão em Canaã, que ligou o Líbano ao longo do rio Litani e retjenu superior e a Síria ao longo do Orontes. As terras fronteiriças da província de Canaã com Kadesh são definidas na tradução de Gardiner p. 19.

## Exemplo da sátira no texto
Hori continua mostrando que Amenemope não é hábil no papel de um maher. A palavra é discutida em Egyptian Grammar de Gardiner sob "Mensageiro" e pode ser encontrada na inscrição da batalha de Kadesh acima da cabeça de um certo batedor de Mitani. O escriba relaciona então o que parece ser uma anedota real na qual Amenemope é aparentemente infame. Contém um monte de detalhes refletindo desacreditavelmente em seu nome e comparando-o a Qedjerdi, o chefe de Isser. Isso toca no conceito de fofoca entre os escribas para o qual o idioma está "muito nas vozes de".

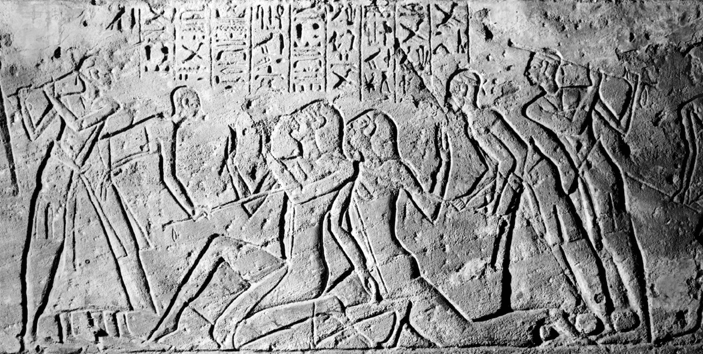
Os espiões Shasu mostrados apanhando dos egípcios.

A composição do intercâmbio satírico entre os escribas aparece muito bem escrita, especialmente onde Hori descreve Amenemope como incompetente para o serviço, dando como exemplo a sua má gestão de não apenas sua carruagem, mas seu caráter. Amenemope é emboscado em um passe de montanha, possivelmente em uma batalha nas campanhas contra Kadesh que continuaram ao longo da XVIII e XIX dinastias. Hori deixa claro que estes envolvem rotas que devem ser bem conhecidas pelos escribas que operam como mahers ou mensageiros e batedores nas batalhas. Ilustrações da batalha de Kadesh fornecem um excelente fundo para o conto de Hori mostrando a forma das carruagens, e o tamanho do Shasu.
O escriba configura isso como um incidente em que a incompetência, inexperiência e medo de Amenemope resulta no naufrágio de sua carruagem e o corte de pânico em sua mão com uma faca enquanto tentava soltar seu cavalo do naufrágio de sua carruagem. A falta de experiência de Amenemope faz com que ele não fique apreensivo quando deveria estar e então entrar em pânico quando deveria permanecer calmo.
Hori amontoa os resultados da inexperiência e da falta de especialização de Amenemope para mostrar claramente seu estado de espírito, incluindo a parte onde ele mostra sua dor e medo, forçando o seu caminho à donzela que vigia os jardins quando ele chega a Jafa.
A carruagem de Amenmope está em uma estreita passagem montanhosa acima de um desfiladeiro no qual cerca de quatro ou cinco côvados (2,1 metros) de altura Shasu estão à espreita. A estrada é áspera e misturada com a vegetação e o Shasu olha perigoso e feroz. Ele destrói seu equipamento e tem que cortá-lo solto com uma faca de algumas árvores que está enroscada. Ele se corta tentando tirar os rastros dos galhos. "Seu auto-abuso é grande na boca de seus seguidores", diz o escriba Hori.